# Bulbophyllum ballii
Bulbophyllum ballii é uma espécie de orquídea (família Orchidaceae) pertencente ao gênero Bulbophyllum. Foi descrita por Phillip James Cribb em 1977.